# New Jack
Pour les articles homonymes, voir New Jack (homonymie), Jerome Young et Young.
Jerome Young, né le 3 janvier 1963 à Atlanta et mort le 14 mai 2021 à Greensboro, est un catcheur (lutteur professionnel) américain connu sous le pseudonyme de New Jack.
Il est principalement connu pour son travail à l'Extreme Championship Wrestling (ECW) dans les années 1990. Il s'y distingue des autres catcheurs en prenant des bumps dangereux, en ayant un style encore plus violent que les autres catcheurs de cette fédération, en n'hésitant pas à mettre en danger ses adversaires, mais aussi par son thème musical (Natural Born Killaz de Ice Cube et Dr. Dre) joué pendant tout le match. Son pseudonyme vient du film New Jack City.

## Jeunesse
Young déclare qu'il n'est pas fan de catch durant sa jeunesse. Cependant, Tommy Dreamer déclare que Young est un fan de Dusty Rhodes.

## Carrière de catcheur

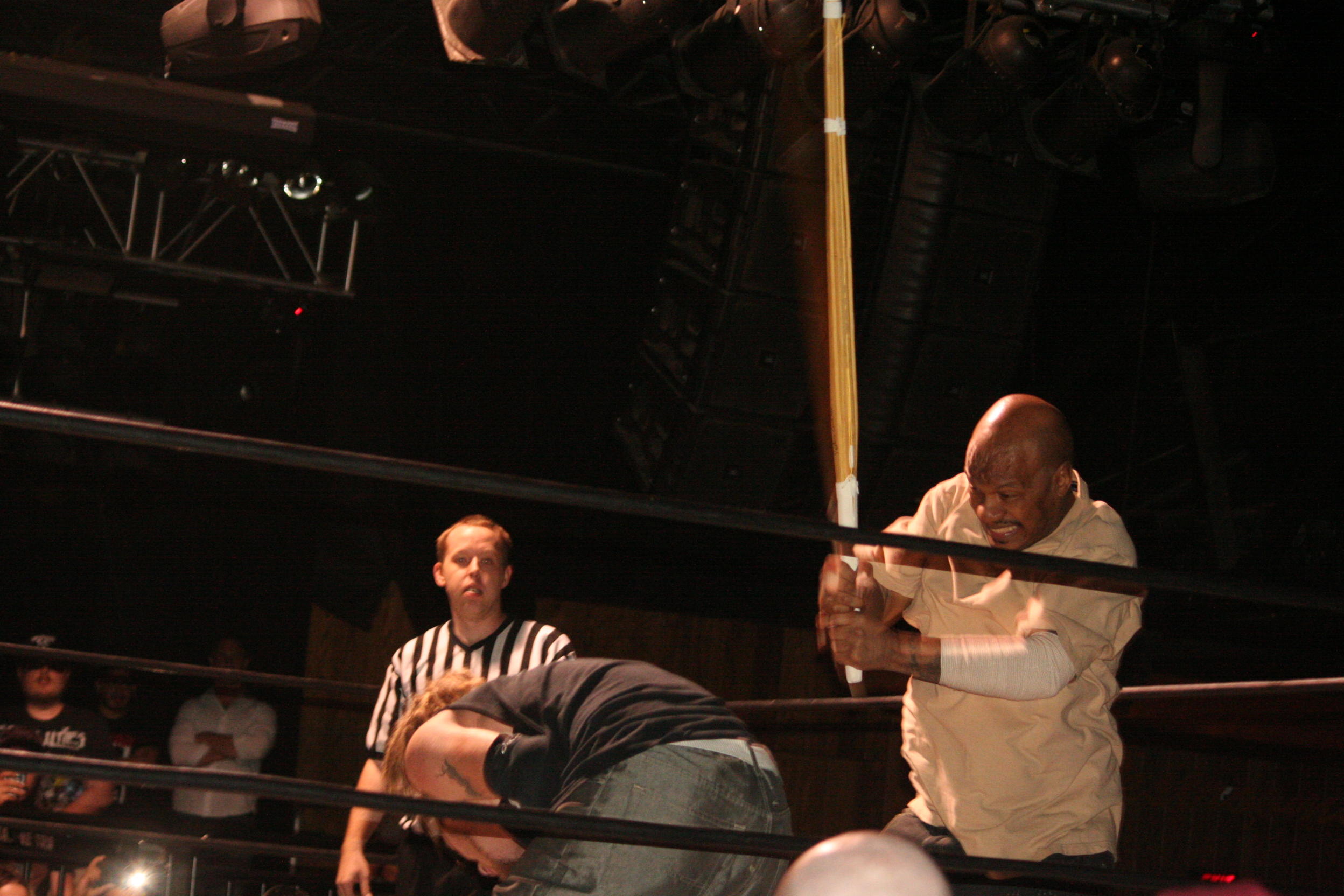
New Jack donnant un coup de bâton de kendo au Necro Butcher.

### United States Wrestling Association(1993)
Young s'entraîne pour devenir catcheur auprès de Ray Candy avant de commencer sa carrière à Memphis à la United States Wrestling Association (USWA) en 1993. C'est là qu'il prend son pseudonyme New Jack. Il y fait équipe avec Homeboy avec qui il remporte le championnat du monde par équipe de la USWA, le 21 juin, après leur victoire face à l'équipe Simply Devine composée de Steve Doll et Rex King. Ils perdent ce titre le 5 juillet après leur défaite face à C.W. Bergstrom and Melvin Penrod, Jr.. Young reste dans cette fédération jusqu'à la fin de l'été.

### Smoky Mountain Wrestling(1994-1995)
À l'été 1994, New Jack rejoint la Smoky Mountain Wrestling (SMW) et fait équipe avec Mustafa avec qui il forme les Gangstas. Ils incarnent des délinquants afro-américains qui font souvent référence au racisme ce qui déplaît à plusieurs chaînes de télévision locale qui diffuse la SMW. Ils deviennent les rivaux des Rock'n Roll Express (Ricky Morton et Robert Gibson) qui sont alors les champions par équipes de la SMW. La SMW désignent les Gangstas champions par équipe en octobre, après que New Jack menace de poursuivre en justice la SMW à la suite d'une décision controversée de l'arbitre le 16 septembre. Ils défendent leur titre avec succès, le 10 décembre, face à Scott et Steve Armstrong. Ils affrontent à nouveau les Rock'n Roll Express lors de Christmas Chaos dans un combat de rue, diffusé le 7 janvier 1995, remporté par les Gangstas,. Les Rock'n Roll Express récupèrent ce titre le 25 décembre, au cours d'un spectacle n'ayant pas fait l'objet d'un enregistrement télévisé.
Les Gangstas restent à la SMW jusqu'à l'été 1995, avant d'aller à l'Extreme Championship Wrestling.

### Extreme Championship Wrestling(1995-2000)

#### The Gangstas (1995–1997)
Le 1er juillet 1995, les Gangstas arrivent à l'Extreme Championship Wrestling (ECW) et deviennent les rivaux des Public Enemy dès leur premier combat. L'équipe apporte diverses armes avec elle comme des guitares, des béquilles et des agrafeuses dans des poubelles ou des chariots de courses, sur le ring.
Le 1er juillet au cours de Hardcore Heaven, les Gangstas perdent face aux Public Enemy. Plusieurs mois plus tard, The Gangstas deviennent les rivaux The Eliminators (en) (Perry Saturn et John Kronus), les affrontant pour le titre de champion du monde par équipes de la ECW à plusieurs occasions avant de le remporter le 3 août 1996,. Malgré le fait qu'ils le perdent le 20 décembre, ils deviennent champion une seconde fois le 19 juillet 1997 dans un match en cage où les armes sont autorisées,. En août, Mustafa quitte l'ECW et leur règne prend fin le 17 août après une défaite par forfait face aux Dudley Boyz.
Le 23 novembre 1996, New Jack est impliqué dans le Mass Transit incident à Revere dans le Massachusetts. The Gangstas doivent affronter D-Von Dudley et Axl Rotten. Cependant, Axl est absent pour une raison qui n'a jamais été expliquée (dans le documentaire Forever Hardcore, New Jack dit qu'il pense que quelque chose est arrivé à la grand-mère d'Axl, ce qui a forcé Axl à ne pas y aller). Paul Heyman décide d'engager « Mass transit » Eric Kulas, un adolescent de 17 ans, pour remplacer Rotten. Heyman croit que Kulas a 23 ans et qu'il sort de l'école de catch de Killer Kowalski. À la suite du match, Kulas est hospitalisé et reçoit cinquante points de suture. New Jack est alors accusé d'agression aggravée à la suite de l'incident, mais a été acquitté. Kulas intente un procès à l'ECW et à New Jack pour des dommages et intérêts en juillet 1998, mais a été débouté. Kulas décède le 12 mai 2002, à l'âge de 22 ans, à la suite des complications d'une opération de bypass gastrique. Plus tard, les parents de Kulas ont essayé d'attaquer Young en justice parce qu'ils pensaient que leur fils est mort à cause d'une dépression et d'un trouble de l'alimentation après ce qu'il lui a fait.

#### The Gangstanators(1997–1998)
New Jack a ensuite formé The Gangstanators avec l'ancien membre de l'équipe Eliminator, John Kronus. Ils ont gagné, pour chacun, leur troisième titre de champions par équipe de l'ECW.

#### En solo (1999–2001)
À la fin des années 1990, New Jack est dans une feud acharnée contre Da Baldies et leur leader The Spanish Angel pour le titre officieux du « Roi de la Rue ». Ils se battent dans de nombreux matchs sanglants. Un des moments les plus effroyables de la feud voit Angel utiliser l'agrafeuse de New Jack (qu'il portait souvent autour de son cou) sur lui-même, l'agrafant sur son œil. L'arbitre arrête le match et New Jack disparaît des rings pendant plusieurs mois. Il revient vers la fin de l'année 1999, quand son œil semble être guéri. Il porte maintenant une lame en pendentif en affirmant qu'il a « amélioré » l’agrafeuse. Son match de retour contre Angel s'achève sur une victoire et il continue par la suite sa feud avec Da Baldies.
Le 12 mars 2000, lors du pay-per-view Living Dangerously à Danbury, Connecticut, New Jack est victime d'une lésion cérébrale et perd la vue de son œil droit quand son adversaire, Vic Grimes, et lui-même font une chute de 8 mètres du haut d'un échafaudage, ratent les tables qui auraient dû amortir la chute et atterrissent sur le sol en béton, Grimes écrasant la tête de New Jack. Dans le documentaire Forever Hardcore, il affirme que l'accident est de sa faute parce qu'il a tiré Grimes de l’échafaudage trop tôt. Il continue en disant que Grimes clamait au vestiaire qu'il avait blessé New Jack, jusqu'à ce qu'il lui réponde : « Je me suis blessé ».

### Xtreme Pro Wrestlinget circuit indépendant (2001–2012)
Après la banqueroute de l'ECW en 2001, New Jack commence a catcher dans des fédérations indépendantes. En 2001 et 2002, il catche pour l'Xtreme Pro Wrestling et, en 2003 fait, de multiples apparitions à la Total Nonstop Action Wrestling et à la Combat Zone Wrestling, notamment au show Cage of Death V. Il apparaît également au spectacle de réunion d'anciens de la ECW, Hardcore Homecoming, le 10 juin 2005, de même que pendant la tournée Extreme Reunion du 15 et 16 septembre.
En avril 2003, New Jack se bat dans un match hardcore contre le vétéran Gypsy Joe. Joe ne marque pas les attaques de New Jack. Il déclare aussi dans une interview que Joe lui a mis un coup de tête dans le nez. New Jack a alors attaqué véritablement le sexagénaire avec une chaîne, une photo encadrée de sa tante, une batte de base-ball enroulée de fil barbelé et d'autres armes. Avant le match, New Jack et Gypsy Joe se sont rencontrés et Jack a demandé à l'organisateur ce qu'il devait faire avec Joe. Il s'est entendu répondre « Gypsy Joe est dur comme du cuir », et Jack a répliqué qu'il en aurait pour son argent, que ce ne sera pas une comédie et qu'il tuera Gypsy Joe dans ce match.
En octobre 2004, New Jack catche contre William Jason Lane pour Thunder Wrestling Federation. Pendant le match, New Jack sort une lame de son pantalon large et poignarde Lane neuf fois. New Jack sera accusé de coups et blessures, blessure avec une arme et tentative d'homicide volontaire. Il affirme qu'ils se sont mis d'accord avant le match pour utiliser un « bout de metal » comme arme pendant le combat. Malgré ces affirmations, un policier qui enregistrait le match déclare que cela allait « au-delà d'un simple match de catch ». L'organisateur de cet événement, Mr Maurice Williams, assure que le match n'a jamais été prévu comme étant hardcore. New Jack a déclaré qu'il n'avait poignardé Lane que neuf fois.
New Jack annonce sa retraite en 2008, lors du show A Cold Day To Hell de la XPW, même s'il a continué à travailler pour des fédérations indépendantes par la suite.

### Total Nonstop Action Wrestling(2003, 2004, 2010)
New Jack catche occasionnellement à la Total Nonstop Action Wrestling entre 2003 et 2004. Le 8 août 2010, New Jack participe à la réunion des anciens de l'ECW lors du show Hardcore Justice, où Mustafa et lui-même ont attaqué la Team 3D et Joel Gertner après un match.

### Ring Warriors(2013-2014)
Le 8 septembre 2013, New Jack fait ses débuts à la Ring Warriors. Deux semaines plus tard, Jack se présente comme le manager de Frank Stone et Kory Chavis. Il a participé à un match hardcore qu'il a perdu face à Necro Butcher.

### Retraite
Le 5 avril 2013, New Jack bat Necro Butcher dans son dernier match avant la retraite lors du show Super Card 2013 Night 2 de Pro Wrestling Syndicate. Après le match, New Jack et Necro Butcher se congratulent mutuellement, chantent son thème et célèbrent sa victoire avec Marty Jannetty et Ricky Morton.

### Retour
New Jack catche pour Money Mark Productions et plus récemment contre Brad Cash à Lewisberg dans le Tennessee le 16 avril 2016. Le 16 juin 2016, il a catché contre l'ancien combattant Ultimate Fighting Championship Phil Baroni dans un match sans disqualification pour Pro Wrestling Syndicate à Sayreville dans le New Jersey. En octobre, New Jack participe à l'événement Crushed 2 à Minneapolis en interférant lors d'un match entre Eugene et Tommy Lee Curtis. Il arrive avec une poubelle remplie d'armes pour sauver Eugene d'une raclée. Il termine en faisant un splash sur Tommy Lee Curtis à travers une table. Il fait le tombé même s'il n'était pas un homme légal. Cette participation a été annoncée comme sa dernière dans le Midwest. En janvier 2017, New Jack est éliminée par Mike White dans une battle royal, mais l'a par la suite battu dans un match singulier. En mars, il s'allie à ses anciens partenaire de l'ECW, The Sandman et Justin Credible et ont gagné un match lors d'un événement de l'ECPW.

## Apparitions dans d'autres médias
New Jack apparaît dans le jeu vidéo ECW Anarchy Rulz. Son thème d'entrée a été réenregistré par Bootsy Collins avec des paroles originales, contrairement aux autres catcheurs à qui étaient attribués des reprises de leurs thèmes originaux pour des raisons de droits d'auteur. Le thème original (Natural Born Killaz) n'a pu être inclus pour des raisons de problèmes de copyright avec les différents labels. Il apparaît également dans le jeu vidéo Backyard Wrestling 2: There Goes the Neighborhood, où il est même sur la pochette et apparaît dans la publicité,.
New Jack participe au documentaire sur le catch Au-delà du ring. Il apparaît également dans la série Demain à la une le 6 mai 2000 dans le rôle d'un biker dans l'épisode Le Chasseur de primes. New Jack joue avec un autre catcheur indépendant, Jay Lover, dans The Daily Show le 9 mai 2013 dans un segment appelé Stay Out Of School. Par la suite, on apprend que c'est une participation unique.
New Jack est référencé dans la chanson El Scorcho du groupe Weezer. La strophe « watchin' Grunge legdrop New Jack through a press table » est reprise de la légende d'une photographie d'un combat entre New Jack et Johnny Grunge publiée dans le magazine Pro Wrestling Illustrated.
New Jack a participé à une shoot interview à propos du suicide et des homicides de Chris Benoit avec The Iron Sheik et The Honky Tonk Man. New Jack a commenté que rien ne pouvait excuser ce que Benoit a fait et que les personnes de la WWE et d'ailleurs qui lui trouvaient des excuses étaient des hypocrites. Il a aussi souligné que même si  l'Extreme Championship Wrestling était considérée comme pratiquant un catch dangereux, seulement un catcheur, Louie Spicolli (en), est décédé pendant que New Jack y travaillait alors qu'à la WWE, c'était « environ trois par an ». New Jack a également participé à plusieurs shoot interviews pour RF Video et Kayfabe Commentaries. Il a aussi été interviewé par Pro Wrestling Insider pour un double DVD retraçant sa carrière.
New Jack a fait ses débuts dans le hip-hop, le 20 avril 2000. Il rappe plusieurs vers avec le rappeur Duckman sur l'album Duckman for Presidente. Une publicité animée avec une version dessinée de New Jack est sortie et il prête sa voix à une publicité radiophonique où on peut l'entende dire « buy the cd or I'll stab your ass ». Il participe aussi à une chanson rendant hommage à sa carrière : New Jack par Smoke DZA. Il apparaît dans le clip avec des armes et s'agrafant des billets de banque sur le front. Le morceau inclut une participation vocale de New Jack et des samples de la Smoky Mountain Wrestling.

## Mort
Le 14 mai 2021, Jerome Young meurt d'une crise cardiaque en Caroline du Nord.

## Palmarès
- American Championship Pro Wrestling (ACPW)
  - 1 fois champion hardcore de la ACPW[42]
- Extreme Championship Wrestling (ECW)
  - 3 fois champion du monde par équipes de la ECW avec Mustafa (2 fois) et avec John Kronus (1 fois)[43]
- Smoky Mountain Wrestling (SMW)
  - 1 fois champion par équipe de la SMW avec Mustapha[7]
- United States Wrestling Association (USWA)
  - 1 fois champion du monde par équipes de la USWA avec Home Boy[44]

## Récompenses des magazines
- Pro Wrestling Illustrated
  - 3e catcheur le plus détesté de l'année 1995[45]
  - 4e équipe de l'année 1996 avec Mustafa Saed[46]

| Année | 1993 | 1994 | 1995 | 1996 | 1997 | 1998 | 1999 | 2000 | 2001 | 2002 |
| ----- | ---- | ---- | ---- | ---- | ---- | ---- | ---- | ---- | ---- | ---- |
| Rang  | 198  | 360  | 126  | 129  | 101  | 154  | 157  | 113  | 173  | 226  |
| Année | 2003 | 2004 |      |      |      |      |      |      |      |      |
| Rang  | 227  | 187  |      |      |      |      |      |      |      |      |